# Linoleum-Haus Rau

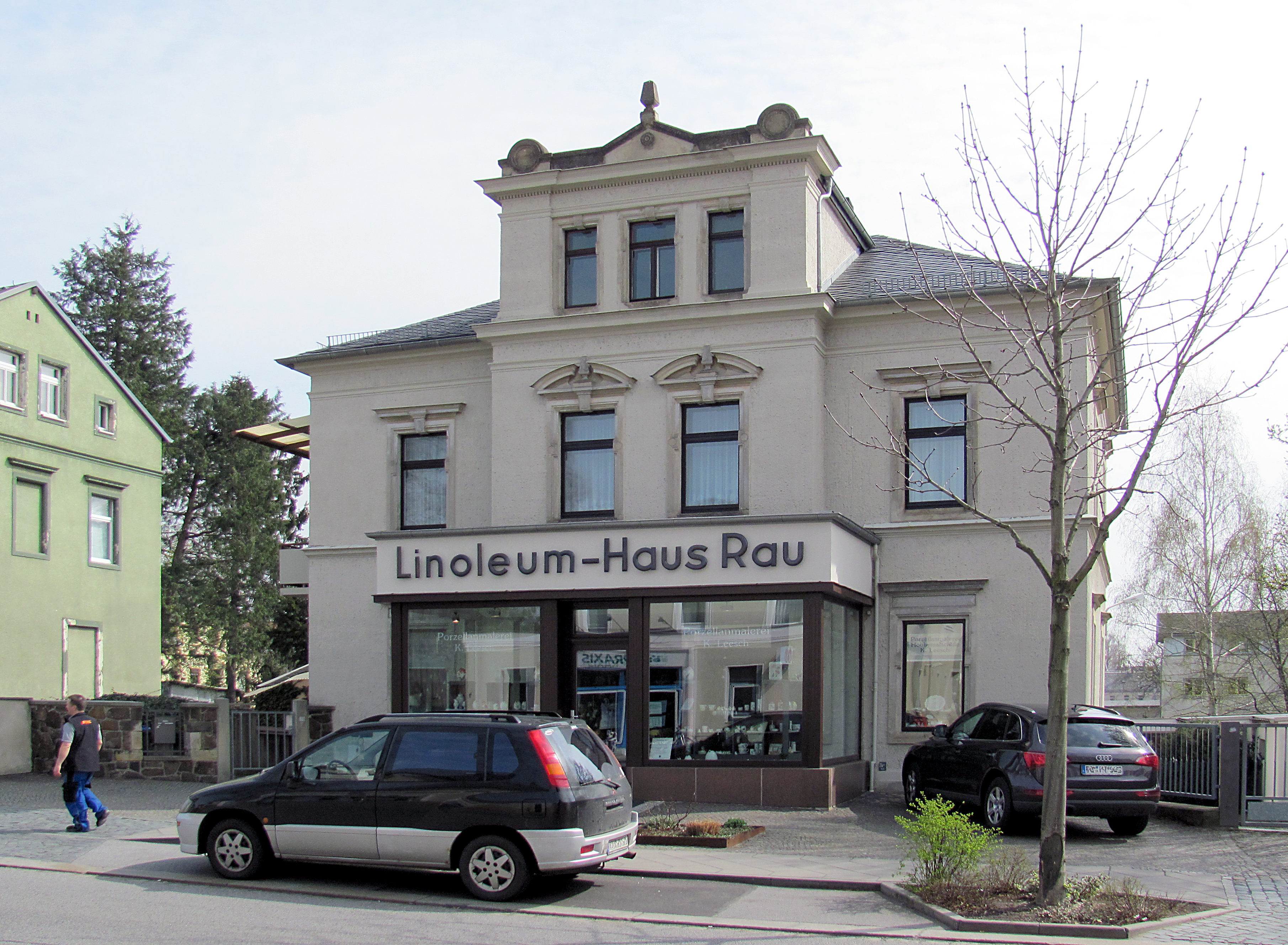
Linoleum-Haus Rau

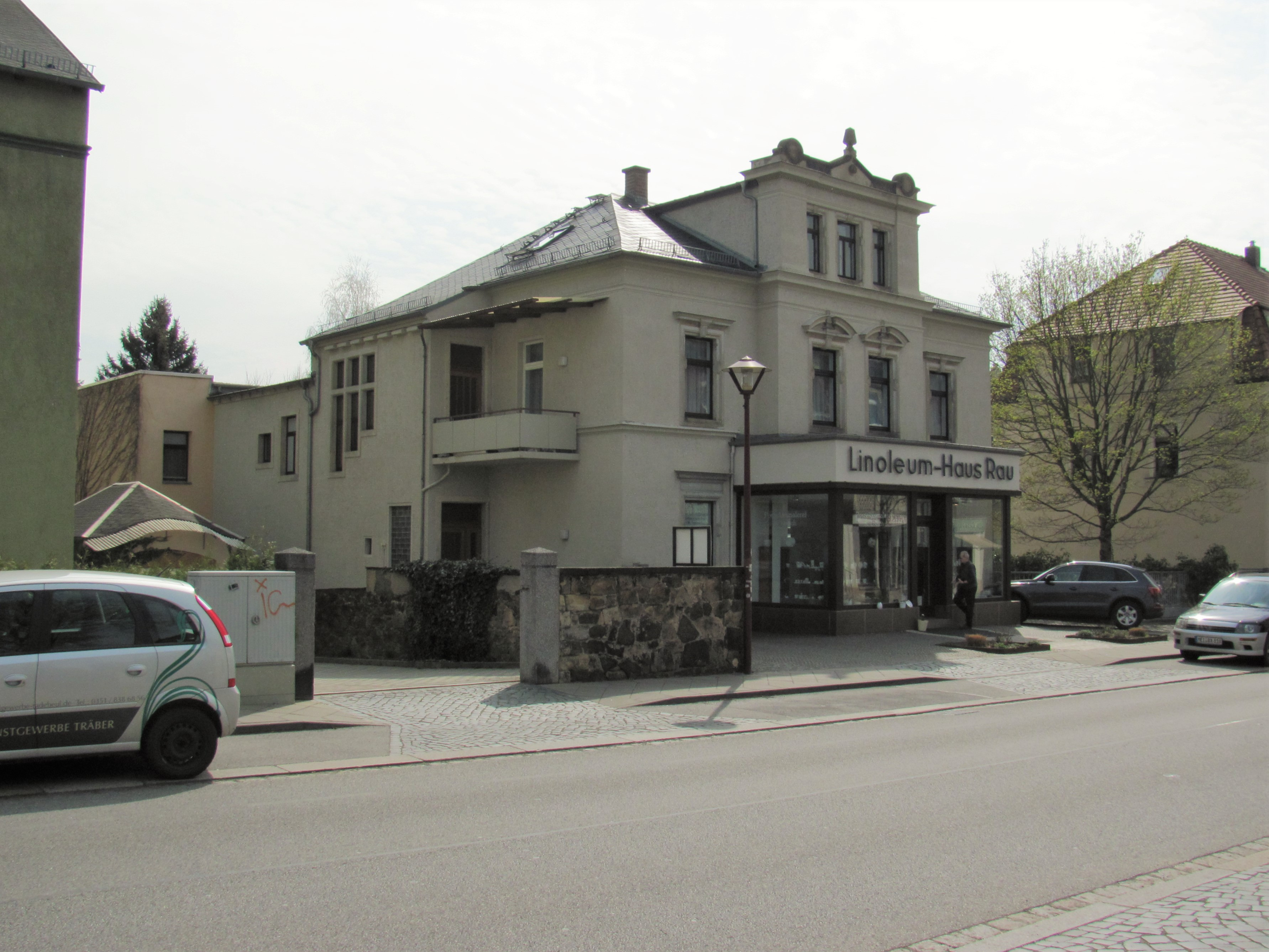
Linoleum-Haus Rau

Linoleum-Haus Rau war der Name (die Firma) eines Linoleum-Ladens, der sich 1939 im Erdgeschoss dieses Hauses befand. Da es denkmalgeschützt ist, wurde der Name dieses Ladens am Hause belassen. Es steht im Stadtteil Kötzschenbroda der sächsischen Stadt Radebeul, in der Moritzburger Straße 4.
Durch den Einzug dieses Ladens wurde der Bau zum Wohn- und Geschäftshaus. Der Name Linoleum-Haus Rau prangt auch heute noch über dem Schaufenstervorbau.
Seit 2008 befindet sich  in diesem Haus ein Porzellanmalerei-Geschäft.

## Beschreibung
Die unter Denkmalschutz stehende Mietvilla ist ein zweigeschossiges und vierachsiges ursprüngliches Wohngebäude mit einem flachen, verschieferten Walmdach.
In der Straßenfront steht mittig ein dreigeschossiger zweiachsiger Risalit, dessen oberstes Geschoss vor dem Dach durch eine Attika mit einem mittigen, zierlichen Dreiecksgiebel mit obeliskartiger Verzierung und an den Außenkanten von begleitenden Medaillons bekrönt wird. Vor dem Risalit steht der etwas breitere Schaufenstervorbau mit dem mittigen Ladeneingang, über dem sich vorbaubreit die ehemalige Ladenbezeichnung Linoleum-Haus Rau in einer Zwanziger-Jahre-Schrift befindet.
Die durch profilierte Sandsteingewände eingefassten Fenster werden durch verschiedenartige Verdachungen geschmückt: Neben einfachen Horizontalverdachungen im Erdgeschoss finden sich im Obergeschoss der Straßenansicht in der Rücklage Horizontalverdachungen, die auf einem Schlussstein aufsitzen. Die beiden Obergeschossfenster des Risalits zeigen dagegen auf je einem Schlussstein aufsitzende, gesprengte Segmentbogenverdachungen, die jeweils durch eine Obeliskenform verziert werden.
Die verputzten Fassaden werden durch Gesimse gegliedert.

## Geschichte
Das (laut Quelle „um 1890“) „wohl durch die Gebr. Große“, vermutlich jedoch durch Bernhard Große selbst mit Hilfe der familiären Baubetriebe errichtete Gebäude war ab spätestens 1889 das Wohnhaus des Baumeisters und Ortsrichters F. A. Bernhard Große (1856–1914), der dort als Eigentümer bis zu seinem Tod das Obergeschoss bewohnte, während die Erdgeschosswohnung vermietet war.
1920 war das Haus an einen Meißner Fabrikbesitzer verkauft. Das Erdgeschoss bewohnte Großes Nachfolger in dessen Unternehmen, der Baumeister Arthur Hanns. Das Baugeschäft Bernhard Große Nachfolger firmierte unter der schräg gegenüberliegenden Adresse Moritzburger Straße 5.
1939 bewohnte der Kaufmann und Linoleumhändler Alfred Rau als Eigentümer das Erdgeschoss der Moritzburger Straße 4, während der 1. Stock vermietet war.